# 보물

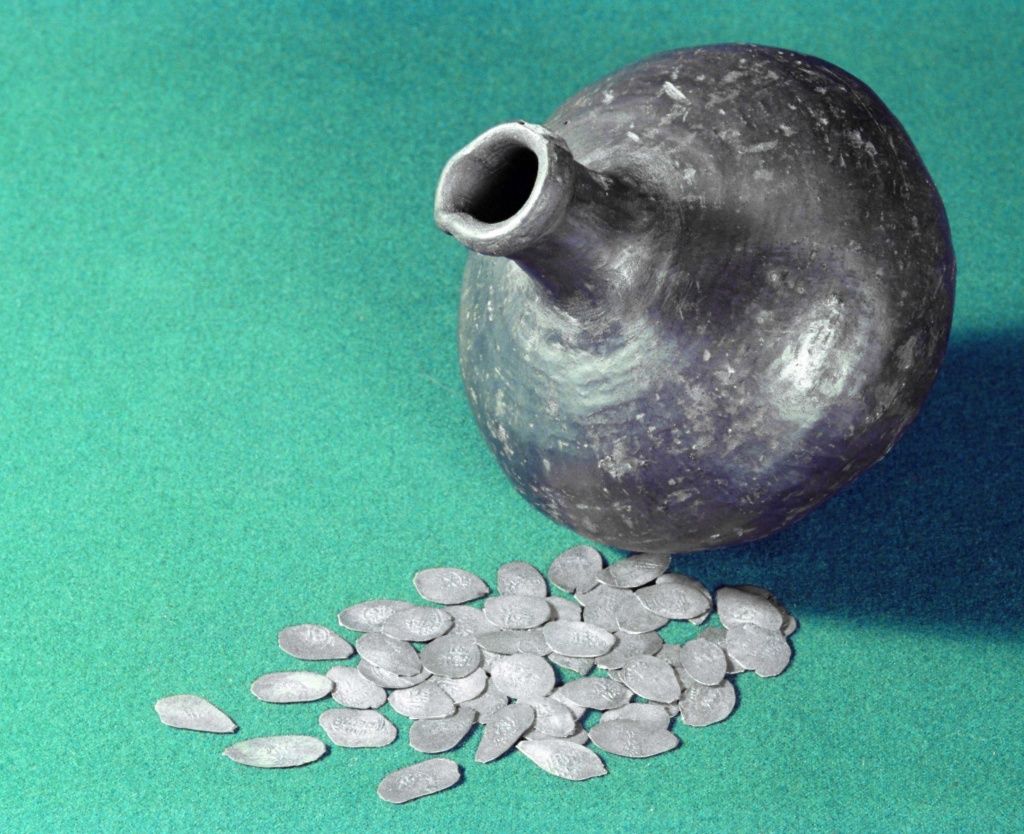

보물(寶物, 영어: treasure)은 단순한 의미로는 귀중한 물건을 뜻하며, 국가적 의미로는 국보 다음으로 귀중 가치가 높은 문화재를 뜻한다.

## 문화재보호법에서의 보물
'문화재보호법' 제4조 제1항에 따르면 "문화관광부 장관은 문화재위원회의 심의를 거쳐 유형문화재 중 중요한 것을 보물로 지정할 수 있다"고 규정되어 있다. 물론 국보와 보물 중 어느 것이 더 중요하고 가치가 높은지를 가리기는 쉽지 않다. 국보가 그 분야와 그 시대를 대표하는 하나뿐인 문화재인 반면 보물은 그와 비슷한 가치의 문화재로서 우리 문화를 대표한다고 말할 수 있다. 2003년 기준으로 보물로 지정된 문화재는 약 1,769여 가지이다.

## 같이 보기
- 보물섬
- 대한민국의 보물
- 포레스트 펜의 보물